# Pyura microcosmus
Pyura microcosmus is een zakpijpensoort uit de familie van de Pyuridae. De wetenschappelijke naam van de soort werd in 1816 als Cynthia microcosmus voor het eerst geldig gepubliceerd door Marie Jules César Savigny.

## Beschrijving
Pyura microcosmus is een vieze bruine, gerimpelde solitaire zakpijp, tot 3 cm lang met een eivormig lichaam. De dikke, leerachtige mantel is gerimpeld, zelfs wanneer het dier volledig is uitgerekt. De mantel is bedekt met afval, algen en andere epibionten, waardoor hij goed gecamoufleerd is. De sifo's zijn vrij lang als ze volledig zijn uitgezet, maar gevoelig voor licht of verstoring, zodat ze bij aanraking snel samentrekken. Ze zijn in de lengterichting gemarkeerd met rode en witte lijnen, het duidelijkst op de interne oppervlakken. Bij gedeeltelijke samentrekking worden de openingen vierkant en gegroefd.